# Глебов, Семён Фёдорович
Семён Фёдорович Глебов (ум. 1649) — русский военный и государственный деятель, воевода и дворянин московский, сын воеводы почепского и новгород-северского Фёдора Глебовича. По данным «Российской родословной книги» князя П. В. Долгорукова, представитель дворянского рода Глебовых (потомков Облагини). Брат — Моисей Фёдорович Глебов.

## Биография
Во время Смутного времени С. Ф. Глебов сражался под Москвой, где был ранен. В 1613 году в качестве выборного представителя от дворян и детей боярских из Мещовска участвовал в избрании на царство Михаила Фёдоровича Романова и подписал грамоту о его избрании.
В начале правления Михаила Фёдоровича Семён Глебов участвовал в военных действиях против поляков под Смоленском. В июне 1615 года был назначен воеводой в Перемышль. Осенью того же года в окрестностях Перемышля появился литовский полковник Александр Лисовский со своим летучим отрядом. Перемышльский воевода Семён Фёдорович Глебов покинул свой город, за что был обвинен в измене и попал под суд. С. Ф. Глебов оправдывал своё бегство тем, что служилые люди при известии о приближении Лисовского разбежались, а сам он, будучи больным, выехал в Калугу. Также Глебов заявил, что городские пушки были затоплены в Угре, но по показаниям других свидетелей часть артиллерии была спрятана в лесу, а другая отбита литовцами.
5 октября 1615 года боярский суд приговорил всех воевод, покинувших города при приближении лисовчиков, бить кнутом по торгам и казнить. Осужденные были биты кнутом приведены к плахе, у которой велено было попам их «поновить», затем им было объявлено о царском помиловании.
В 1619 году дворянин московский Семён Фёдорович Глебов был назначен вторым уполномоченным при размежевании русско-польской границы в Торопце и Велиже. С. Ф. Глебов безуспешно местничал с первым уполномоченным Юрием Игнатьевичем Татищевым. В 1623—1625 годах находился на воеводстве на Ваге. 21 сентября 1625 года во время похода царя Михаила Фёдоровича в Троице-Сергиеву лавру С. Ф. Глебов был в числе посланных по станам. Позднее во время царских «походов» на богомолья он оставался в Москве в охране.
В 1626—1629 годах — воевода в Царицыне. В июне 1633 года — полковой воевода у Новодевичьего монастыря для защиты от крымских татар. С 1636 по 11 апреля 1639 года — начальник Каменного приказа. В 1642 году — полковой воевода во Мценске.
В 1645—1649 годах Семён Фёдорович Глебов описывал и межевал поместные и вотчинные земли в Подлесском, Борисоглебском и Замокошском станах Шацкого уезда.
В 1608 году поместный оклад С. Ф. Глебова был 600 четей, а затем после ряда «придач» увеличился к 1616 году до 800 четей, а к 1624 году до 950 четей, а денежный оклад — 60 рублей.
В 1632 году Семён Фёдорович Глебов владел поместьями и вотчинами в Мещовском, Козельском, Калужском и Рязанском уездах (900 четей).
Единственный сын — Григорий Фёдорович Глебов, патриарший стольник, затем царский стряпчий.
7 декабря 1649 г. принял постриг в монашество в Пафнутьевом Боровском монастыре с именем Савва.